# Biophilia
Albums de Björk
Volta
(2007) Vulnicura
(2015)
Biophilia est le huitième album studio de Björk sorti le 10 octobre 2011. Il suit l'album studio Volta sorti en 2007.

## L'album

### Conception
« C'est aussi un projet éducatif conçu pour iPad et iPhone qui devrait faire comprendre facilement la musique à tous, et notamment aux enfants. Je me suis fondée sur les connexions entre la musique, la nature et la science. Des algorithmes ont été imaginés pour transcrire visuellement les sons que propulsent les éclairs, les cristaux ou l'ADN. Tout ce qui, dans la nature, fonctionne par vagues. Quand un son est produit, il provoque une oscillation. Plus il est fort, plus la courbe monte. D'une certaine façon, c'est de la physique. » a-t-elle déclaré à "L'express".
Pour cet album comme pour le précédent, Björk a fait appel à M/M (Paris), duo de designers graphique, ayant notamment collaboré avec Madonna ou encore Benjamin Biolay. La robe qu'elle porte sur la couverture est de la styliste néerlandaise Iris van Herpen.

## Liste des titres
Les 3 avant derniers titres figurent dans l'édition deluxe.
| No  | Titre                                                          | Paroles                           | Musique              | Durée |
| --- | -------------------------------------------------------------- | --------------------------------- | -------------------- | ----- |
| 1.  | Moon (Phase lunaire)                                           | Björk                             | Björk, Damian Taylor | 5:45  |
| 2.  | Thunderbolt (Foudre, arpège)                                   | Björk, Oddný Eir Ævarsdóttir      | Björk                | 5:15  |
| 3.  | Crystalline (Structure cristalline)                            | Björk                             | Björk                | 5:08  |
| 4.  | Cosmogony (Harmonie des sphères, harmonie)                     | Björk, Sigurjón Birgir Sigurðsson | Björk                | 5:00  |
| 5.  | Dark Matter (Gamme musicale)                                   |                                   | Björk, Mark Bell     | 3:22  |
| 6.  | Hollow (ADN, rythme)                                           | Björk                             | Björk                | 5:49  |
| 7.  | Virus (Generative music)                                       | Björk, Sigurjón Birgir Sigurðsson | Björk                | 5:26  |
| 8.  | Sacrifice (Man and Nature, notation musicale)                  | Björk                             | Björk                | 4:02  |
| 9.  | Mutual Core (Tectonique des plaques, accord)                   | Björk                             | Björk                | 5:06  |
| 10. | Solstice (Gravitation, contrepoint rigoureux)                  | Sigurjón Birgir Sigurðsson        | Björk                | 4:41  |
| 11. | Hollow Original 7 Minutes Version (bonus sur l'édition deluxe) | Björk                             | Björk                | 7:07  |
| 12. | Dark Matter With Choir+Organ (bonus sur l’édition deluxe)      |                                   | Björk                | 3:25  |
| 13. | Náttúra (bonus sur l'édition deluxe)                           | Björk                             | Björk                | 3:49  |
| 14. | The Comet Song (bonus sur le CD japonais)                      | Björk, Sjón                       | Björk                | 2:23  |

## Concerts
Les premières représentations publiques de l'album ont été présentées entre le 27 juin et le 16 juillet 2011, à Manchester, pendant le Manchester International Festival.